# Vulcano sottomarino

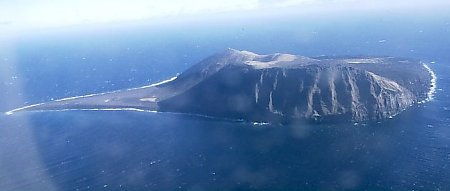
Isola di Surtsey nel 1999

I vulcani sottomarini sono delle fratture al di sotto delle acque marine dalle quali può fuoriuscire magma.

## Storia
L'esistenza di vulcani sottomarini è stata dimostrata alla fine dell'Ottocento allorché vennero individuati, per mezzo di scandagli, nel corso della spedizione attorno al mondo effettuata negli anni 1872-1876 dalla nave britannica Challenger. Ma ancor prima, nel 1649-1650, una eruzione di tipo esplosivo del Kolumbo, un vulcano sottomarino del Mare Egeo, uccise 70 abitanti della vicina isola di Santorini, svelando drammaticamente l'esistenza di vulcani al di sotto delle acque.
Gli studi oceanografici sono stati incrementati enormemente nella seconda metà del XX secolo e i moderni sonar multibeam hanno permesso di migliorare enormemente l'accuratezza delle rappresentazioni del fondale oceanico. Numerosi vulcani sottomarini sono stati scoperti attorno al 1980 per mezzo di un sistema sonar a visione laterale, chiamato GLORIA, trainato da una nave oceanografica vicino alla superficie, che riusciva a coprire un'area molto vasta del fondo oceanico, una fascia larga da 36 a 50 chilometri in un solo passaggio. Nonostante l'aumento delle conoscenze avvenuto negli ultimi decenni, molti aspetti relativi al vulcanismo sottomarino sono ancora poco conosciuti.
Un laboratorio naturale che ha permesso di studiare la trasformazione di un vulcano sottomarino in isola è rappresentato dall'isola di Surtsey che, posta alla profondità di 130 m sotto il livello delle acque, in seguito a vistosi fenomeni vulcanici di tipo esplosivo emerse il 14 novembre 1963 al largo della costa meridionale dell'Islanda. Dopo tre anni e mezzo, quando cessarono gli eventi effusivi (5 giugno 1967) l'isola aveva raggiunto l'estensione di 2,7 km²; da allora, tuttavia, la sua superficie viene continuamente ridotta dall'attività erosiva esogena. Il territorio privo di vita della neonata isola permette lo studio importantissimo delle successioni ecologiche e pertanto ne è stato tassativamente vietato l'approdo a tutti fuorché agli studiosi autorizzati i quali devono tuttavia attenersi a rigidi protocolli osservativi.

## Localizzazioni

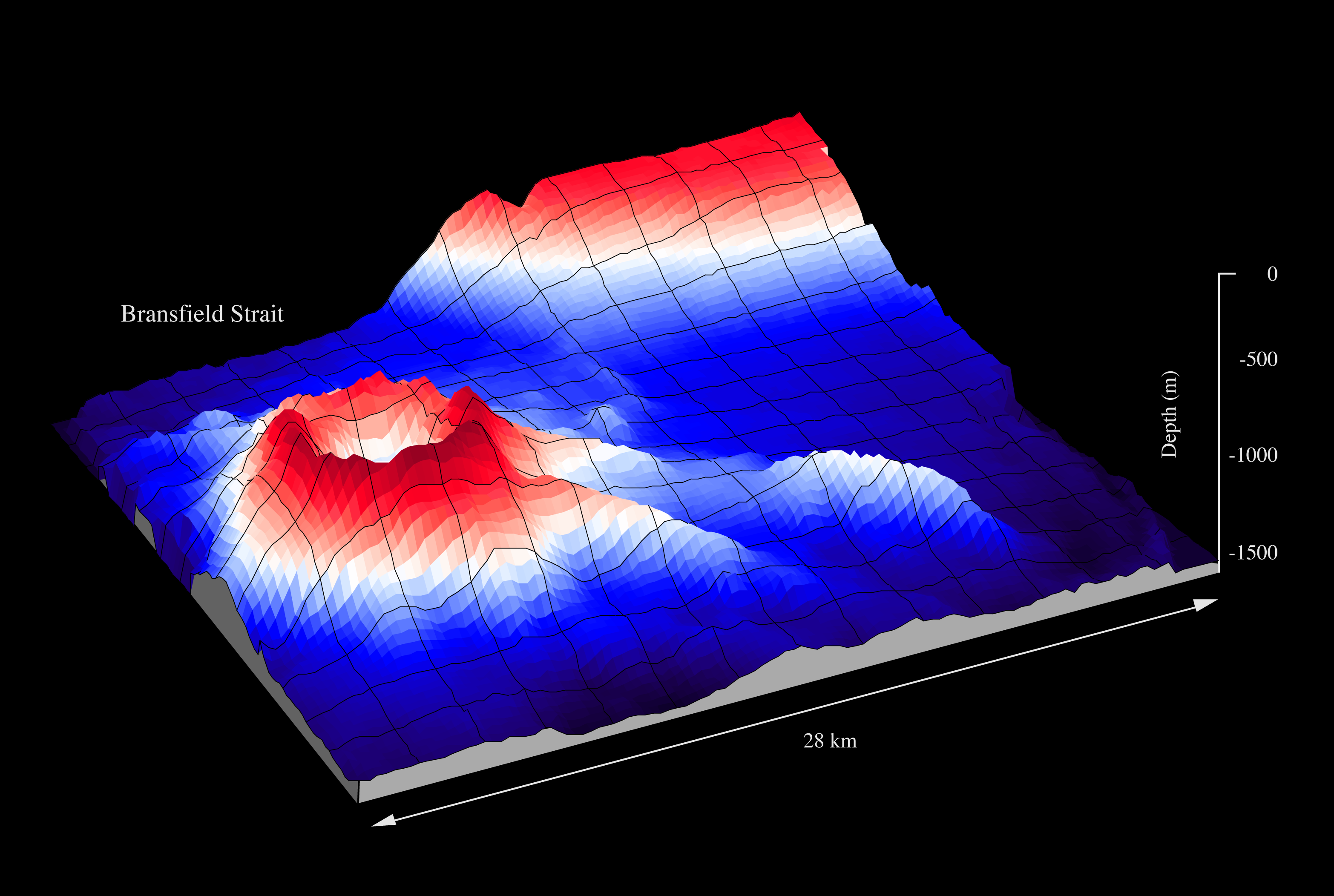
Morfologia di un vulcano sottomarino nello Stretto di Bransfield, in Antartide.

La maggior parte delle eruzioni vulcaniche sul nostro pianeta si verificano al di sotto del livello del mare; si calcola che il 75% del magma annuo sia prodotto da vulcani sottomarini. Il magma, originato dal mantello terrestre, viene eruttato sulla crosta oceanica principalmente in due zone:
1. nelle dorsali oceaniche, laddove i margini delle zolle divergono e viene formata nuova litosfera oceanica; e
2. in prossimità delle zone di subduzione, laddove è possibile rilevare quasi sempre fenomeni di diapirismo associati ad archi vulcanici e bacini di retroarco.

Sebbene la maggior parte dei vulcani sottomarini emergano dalle piane abissali come seamount, alcuni vulcani sono situati in acque poco profonde permettendo che, durante le eruzioni, del materiale vulcanico sia rilasciato nell'atmosfera.
La densità dei vulcani varia notevolmente con l'età della crosta oceanica: la massima densità (oltre 50 vulcani per 10.000 km²) è stata rilevata nel Pacifico meridionale su una crosta oceanica risalente al Miocene.
Vicino ai vulcani sottomarini negli abissi oceanici si trovano comunemente delle fumarole (in inglese black smokers), luoghi di imponente attività biologica. Si tratta di strutture cilindriche, alte meno di un metro da cui fuoriescono vapori molto caldi (oltre i 300 °C), contenenti sostanze che precipitano a contatto con l'acqua marina fredda del fondale oceanico, formando minerali ricchi in zolfo e di colore nero. Attorno a queste emissioni idrotermali si sviluppano particolari ecosistemi abissali in grado di sopravvivere in condizioni avverse e in assenza totale di luce.

## Eruzioni
Anche l'attività vulcanica di queste aree si distingue in effusiva, ossia sotto forma di colate di lava, ed esplosiva.
- La quasi totalità delle emissioni è di tipo basaltico, effusiva, e quindi non particolarmente pericolosa. Il contenuto in metalli alcalini nel basalto rinvenuto sulla sommità dei vulcani sottomarini del Pacifico tende ad essere più elevato di quello rilevato nei basalti delle dorsali medio-oceaniche[4]. Probabilmente i magmi basaltici più alcalini si sono formati nel mantello a una maggiore profondità e pertanto sono stati sottoposti a un processo di fusione minore rispetto ai magmi che si sono formati nei serbatoi, poco profondi, sottostanti alle dorsali medio-oceaniche.
- Le emissioni esplosive sono più frequenti in prossimità delle zone di subduzione, nei bacini di retroarco. Un episodio esplosivo, che potrebbe essere provocato dal contatto della lava con l'acqua, potrebbe comportare effetti disastrosi nei vulcani sottomarini a profondità bassa perché provocherebbe la vaporizzazione dell'acqua, aumentandone il volume di un fattore pari a mille. Per fortuna la maggior parte delle eruzioni sottomarine avviene a profondità superiori a 3000 m e quindi, anche se la temperatura delle acque si aggira intorno allo zero, la pressione idrostatica impedisce qualunque formazione esplosiva di vapore.

### Lava

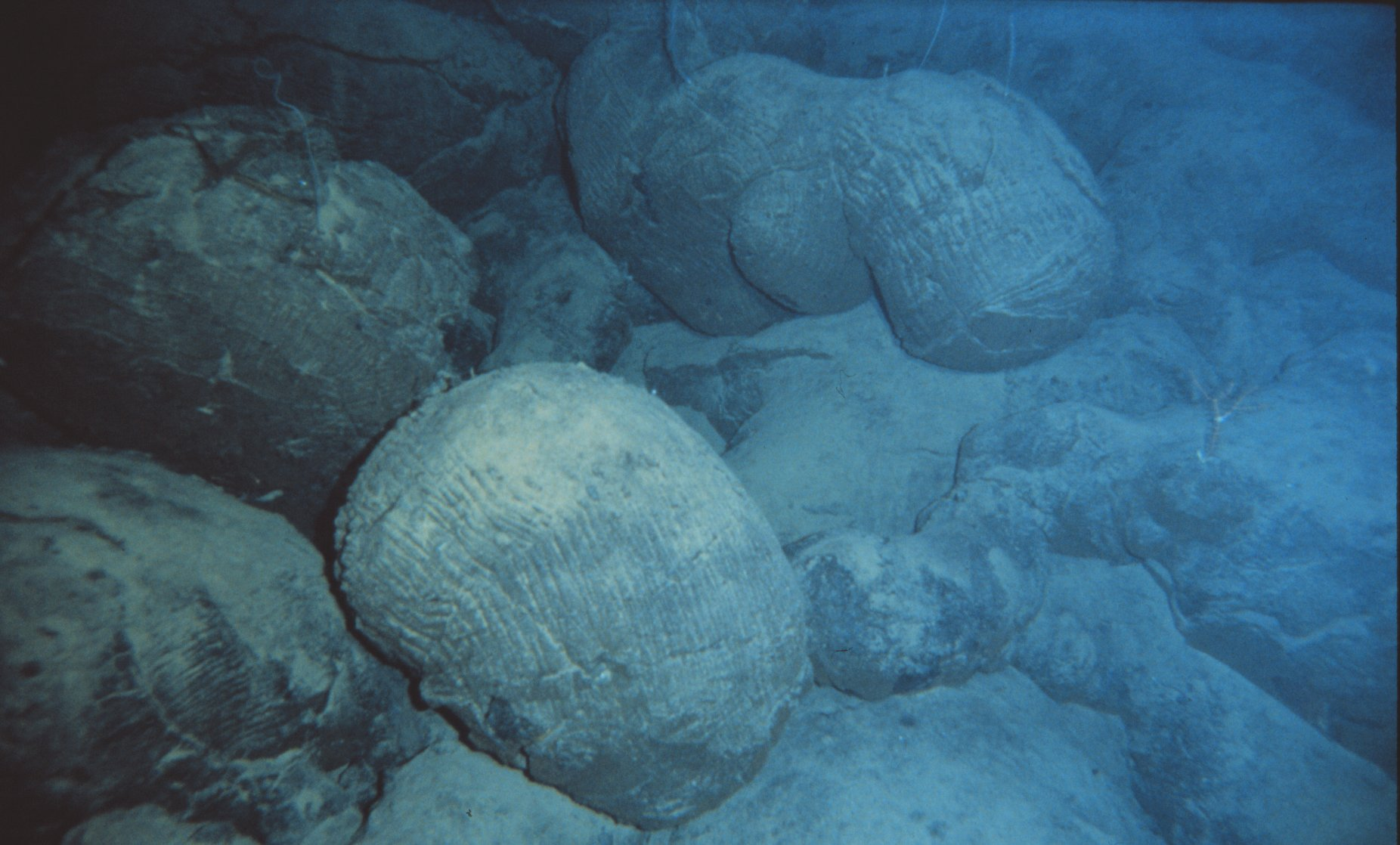
Lava a cuscino formata da un vulcano sottomarino

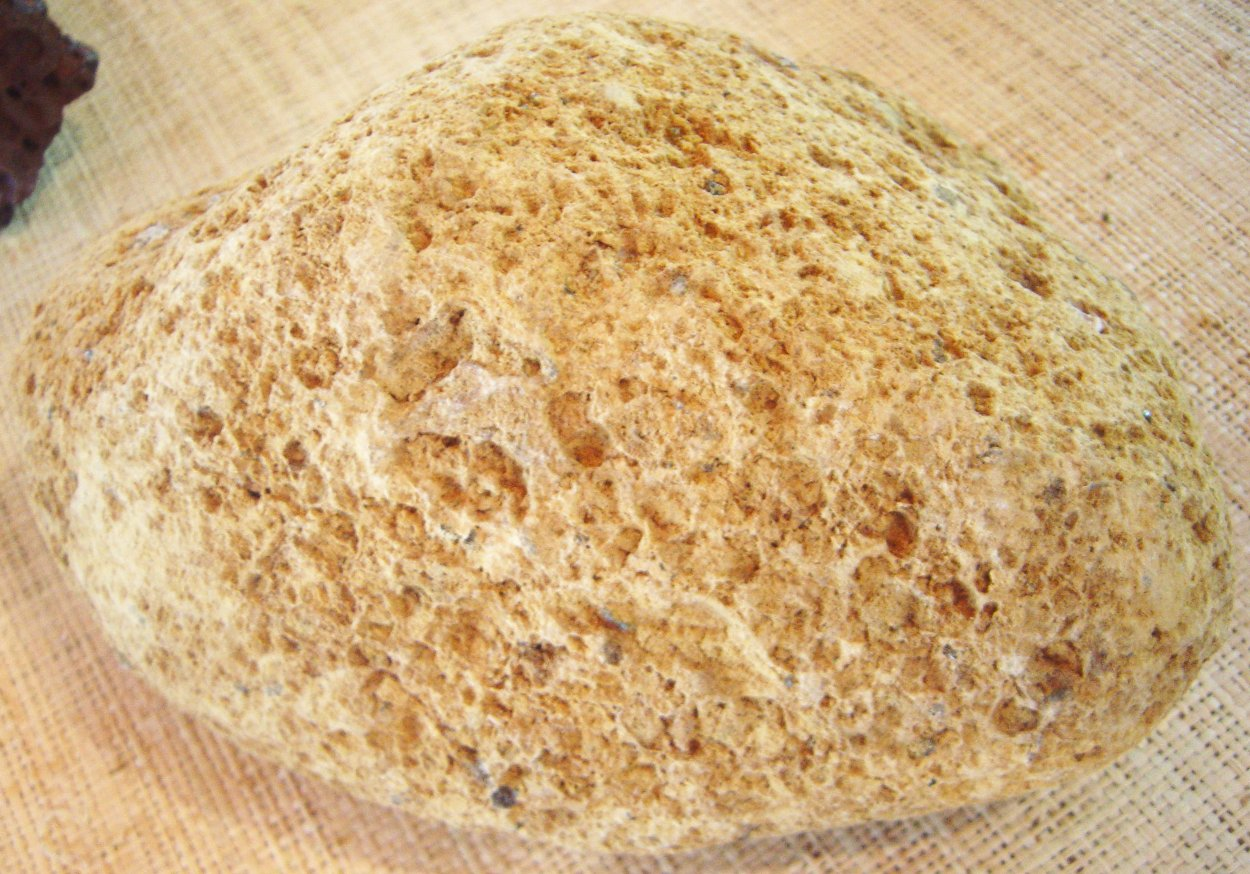
Ialoclastite, Isola di Reunion, Oceano Indiano

Le principali formazioni di lava osservate sono:
- lave laminari: sono costituite da lastroni piatti, di spessore inferiore a 20 cm, e da forme lobate, con superficie liscia. Prevalgono in prossimità delle dorsali oceaniche attive e somigliano alla lava tipo pahoehoe, caratteristica delle eruzioni hawaiane. In sezione trasversale queste formazioni sono spesso cave e presentano una stratificazione parallela alla superficie.
- lave a cuscino: sono blocchi tondeggianti, allungati nella direzione del pendio, che ricordano nella forma i cuscini delle popolazioni del Nord Europa (in inglese sono dette "pillow lava": pillow = cuscino) che, in sezione trasversale, mostrano una tipica struttura a giunture radiali, causata dalla contrazione della roccia durante il raffreddamento. Spesso la superficie presenta dei corrugamenti o delle piccole creste perpendicolari alla direzione della colata, corrispondenti probabilmente a successivi stadi di raffreddamento durante i quali il magma ha continuato a fluire a intermittenza. Per la pressione interna dei "cuscini", la crosta, che si era raffreddata rapidamente a contatto con l'acqua, può frantumarsi e formare un deposito di frammenti vetrosi che circonda i blocchi

Non pare esistano differenze di composizione tra le lave laminari e quelle a cuscini, e ciò suggerisce che esse abbiano un'origine comune. Confrontando le colate laviche sottomarine con quelle delle Hawaii, si può osservare che le formazioni laminari sottomarine derivano dall'eruzione di una lava più fluida di quella che produce le formazioni a cuscini. La fluidità della lava dipende dal grado di cristallizzazione del magma: più è alta la quantità di solidi trasportata, minore è la fluidità della lava. Le lave a cuscini possono rappresentare uno stadio eruttivo successivo alle colate laminari.
Le differenze nell'aspetto esteriore e nella struttura interna possono essere il risultato di meccanismi eruttivi diversi. La zona con attività vulcanica più recente, per esempio nel tratto della Dorsale dell'oceano Pacifico orientale, è formata quasi interamente da lave laminari. Eventi vulcanici più antichi, caratterizzati da strutture topografiche ondulate ai margini delle zone vulcaniche più recenti, hanno dato origine prevalentemente a lave a cuscini con solo qualche residuo di lave laminari.

## Elenco di vulcani sottomarini attivi o estinti
| Nome                      | Altezza   | Coordinate geografiche      | Ultima eruzione nota     |
| ------------------------- | --------- | --------------------------- | ------------------------ |
| Adams Seamount            | -59       | 25°22′12″S 129°16′12″W      | 50 a.C. ± 1000 anni      |
| Axial Seamount            | -1400     | 45°33′N 130°00′W            | 2015                     |
| Banua Wuhu                | -5        | 3°08′16.8″N 125°29′27.6″E   | 1919                     |
| Bear Seamount             | -1100     | 39°55′12″N 67°24′00″W       | -                        |
| Brown Bear Seamount       | -1410     | 46°02.4′N 130°27.6′W        | -                        |
| Bowie Seamount            | -24       | 53°18′00″N 135°37′48″W      | 16 000 a.C.              |
| Vulcano Brothers          | -1400     | 34°31′12″S 179°02′24″E      | -                        |
| Campi Flegrei             | -8        | 40°29′24″N 14°42′00″E       | 1867                     |
| Banco D. João de Castro   | -14       | 38°13′48″N 26°37′48″W       | 1720                     |
| Cobb Seamount             | -34       | 46°44′N 130°47′W            |                          |
| Curacoa (vulcano)         | -33       | 15°37′12″S 173°40′12″W      | 1979                     |
| Empedocle                 | -7        | 37°06′00″N 12°25′48″E       | 1831 (Isola Ferdinandea) |
| Emperor of China          | -2850     | 6°37′12″S 124°13′12″E       | -                        |
| Fukutoku-Okanoba          | -29       | 24°16′48″N 141°29′06″E      | 2010                     |
| Healy                     | -1150     | 34°58′48″S 179°00′00″W      | 1360                     |
| Home Reef                 | -10       | 18°59′28″S 174°45′47″W      | 2006                     |
| Hunga Tonga-Hunga Haʻapai |           | 20°32′42″S 175°23′34″W      | 2022                     |
| Kick-'em-Jenny            | -160      | 12°18′00″N 61°38′24″W       | 2001                     |
| Kolumbo                   | -10       | 36°14′24″N 25°14′24″E       | 1650                     |
| Kuwae                     |           | 16°51′00″S 168°31′12″E      |                          |
| Lametini                  | -650/-900 | 39°03′00″N 15°23′24″E       |                          |
| Loihi Seamount            | -969      | 18°55′12″N 155°16′12″W      | 1996                     |
| Macdonald Seamount        | -40       | 28°58.7′S 140°15.5′W        | 2007                     |
| Marsili                   | -500      | 39°15′00″N 14°23′40″E       | 1050 a.C.                |
| Moai                      |           | 27°06′S 109°51′W            |                          |
| Monaco Bank               | -197      | 37°36′00″N 25°52′48″W       | 1911                     |
| Monowai                   | -100      | 25°53′13.2″S 177°11′16.8″W  | 2006                     |
| Muirfield                 | -16       | 13°13′30″S 96°07′30″E       |                          |
| Myōjin-shō                | -50       | 31°55′04.8″N 140°01′19.2″E  | 1952-1953                |
| New England Seamounts     |           | 37°24′N 60°00′W             |                          |
| Nieuwerkerk               | -2285     | 6°36′00″S 124°40′30″E       | -                        |
| Njörður                   | -400      | 62°08′N 25°00′W             |                          |
| Patton Seamount           | -160      | 54°34.8′N 150°26.4′W        |                          |
| Protector Shoal           | -55       | 55°56′30″S 28°07′10″W       | 1962                     |
| Pukao                     |           | 26°55′56.28″S 110°14′56.4″W |                          |
| Rumble I                  | -1100     | 35°30′S 178°54′E            | -                        |
| Rumble II                 | -880      | 35°24′S 178°36′E            | -                        |
| Rumble III                | -140      | 35°44′42″S 178°28′40.8″E    | 1986                     |
| Rumble IV                 | -450      | 36°07′48″S 178°03′00″E      | -                        |
| Rumble V                  | -1100     | 36°08′20.4″S 178°11′49.2″E  | -                        |
| Submarine 1922            | -5000     | 3°58′12″N 124°10′12″E       | -                        |
| Suiyo                     | -1418     |                             | -                        |
| Supply Reef               | -8        | 20°07′48″N 145°06′00″E      | 1989                     |
| Vailulu'u                 | -590      | 14°12′54″S 169°03′30″W      |                          |
| Vavilov                   | -800      | 39°30′36″N 12°21′00″E       |                          |
| Vavilov                   | -200      | 46°06′N 150°18′E            |                          |
| Yersey                    | -3800     | 7°31′48″S 123°57′00″E       | -                        |